# Ley de igualdad de acceso de mujeres y hombres en los mandatos electorales y funciones electivas
La ley de 6 de junio es una ley francesa que nació con la voluntad de igualar a mujeres y hombres en el acceso a los mandatos electorales y funciones electivas. Esta ley, conocida con el sobrenombre de « ley de paridad » , obliga a los partidos políticos a presentar un número igual de hombres y de mujeres para las elecciones, ya sean regionales, municipales, al senado o europeas. Esta disposición es obligatoria, ya que las listas que no respetan la paridad no son aprobadas. Para las elecciones legislativas, el sistema no es igual. Los partidos que no presentan un 50 % de candidatas femeninas se ven perjudicados por una sanción económica. Con esta ley, Francia fue uno de los primeros países del mundo en adoptar un sistema paritario de elección de diputados.

## Historia
Una ordenanza del general de Gaulle de fecha de 21 de abril de 1944, relativa a la organización de los poderes públicos tras la Liberación decía: « portant organisation des pouvoirs publics en France après la Libération [...] les femmes sont électrices et éligibles dans les mêmes conditions que les hommes ». De esta forma, el 21 de abril de 1944, 33 mujeres fueron elegidas diputadas durante las elecciones de octubre de 1945. Representan el 5,6 % del conjunto de los diputados.
En 1977, Françoise Giroud propuso 100 medidas para las mujeres, entre las que figuraba limitar a 85% la representación de un mismo sexo en las elecciones municipales. En 1982, Gisèle Halimi proponía limitar al 70% la proporción de escaños ocupados por electos del mismo sexo. El Partido Socialista propuso dejar esta proporción en el 75%. La ley fue adoptada sin dificultad el 27 de julio de 1982. El Consejo Constitucional de Francia validó parcialmente la ley en noviembre de 1982, con el argumento de que el cupo dividía al pueblo francés en dos categorías: personas elegibles y personas electoras.
La Organización de las Naciones Unidas, en diciembre de 1983, instaba a los Estados a tomar medidas apropiadas para eliminar la discriminación en atención a las mujeres, promoviendo un tratamiento diferenciado de mujeres y hombres.
En 1992, Françoise Gaspard, Claude Servan-Schreiber y Anne LeGall publican el libro Al poder ciudadanas!, en el que defienden una ley de paridad que afirmara la igualdad entre los sexos. Una idea de igualdad que estaba ya en la ley constitucional de 8 de julio de 1999. En consecuencia, se crean varias asociaciones de mujeresen defensa de la noción de paridad. De manera general, la idea de los cupos es abandonada.
El 19 de noviembre de 1993, el « Manifiesto de los 577 para una democracia paritaria », firmado por 289 mujeres y 288 hombres se publicó en el diario Le Monde.
En 1994, las mujeres representaban el 5,6% en el parlamento francés, frente a una media del 11,6% en Europa. Francia compartía el último lugar, junto a Grecia, en términos de representación femenina. Por iniciativa de la llamada Causa de las mujeres, se sometió a la Asamblea Nacional y al Senado una propuesta para modificar el artículo 3 de la Constitución francesa que decía: "Se garantiza la igualdad de acceso de mujeres y hombres en los mandatos electorales". En 1996, mientras que el número de mujeres en las asambleas aún alcanzaba un máximo del 6%, Yvette Roudy publicó en L'Express, el “Manifeste pour la parité”. Este manifiesto fue firmado por 10 mujeres de izquierda y derecha: Michèle Barzach, Frédérique Bredin, Edith Cresson, Hélène Gisserot, Catherine Lalumière, Véronique Neiertz, Monique Pelletier, Yvette Roudy, Catherine Tasca y Simone Veil.
La ley constitucional n° 99-569 de 8 de julio de 1999 agregó a la Constitución una enmienda que afirma que "La ley promueve el acceso igualitario de mujeres y hombres en los mandatos electorales y funciones electivas". La ley ordinaria de 6 de junio de 2000 implementó la ley constitucional de 1999 mediante diversas medidas. Francia se convirtió en el primer país del mundo en adoptar un sistema de paridad para elecciones de una sola vuelta.
En 2014, los resultados de la llamada ley de paridad fueron mixtos. Los resultados se contrastan según los métodos de votación. En los consejos regionales y municipales de localidades de más de 3.500 habitantes, y en el Parlamento Europeo, la paridad es efectiva. Por otro lado, los resultados son decepcionantes para las papeletas de un solo miembro con dos rondas. Las sanciones económicas impuestas a los partidos políticos no son disuasorias.
En 2009, la pérdida económica de los partidos políticos que no respetan la paridad en las elecciones legislativas ascendió a un total de 5 millones de euros. Entre 2012 y 2017, la pérdida financiera para los partidos políticos fue cercana a los 28 millones de euros, o el 8% del total de asignaciones. Los partidos políticos prefirieron nombrar hombres y recibir menos dinero. La ley del 2 de agosto de 2014 conlleva más incentivos y duplica la retención de la dotación económica a los partidos políticos.
En 2017, las elecciones legislativas marcaron un fuerte aumento en la representación de las mujeres. Fueron el 38,8% de los diputados a la Asamblea Nacional, con 224 mujeres electas. Este récord sitúa a Francia entre los 20 países con más mujeres en la primera cámara legislativa. En las elecciones al Senado de 2017, los partidos políticos adoptaron estrategias antiparidad, permitiendo solo un aumento muy leve en la representación de las mujeres. Fueron el 29,2%, frente al 25% anterior en el Senado. La ley ordinaria del 6 de junio de 2000 pone en aplicación la ley constitucional de 1999, por diversas medidas.

## Antecedentes legislativos
- Orden de 21 de abril de 1944, en su artículo 17 se afirma que: « Les femmes sont électrices et éligibles dans les mêmes conditions que les hommes ».
- Convención de la Organización de las Naciones Unidas sobre eliminación de todas las formas de discriminación de las mujeres (CEDEF/CEDAW), celebrada el 18 de diciembre de 1979, ratificada el 14 de diciembre de 1983 por Francia.
- Ley n°99-569 de 8 de julio de 1999 relativa a la igualdad entre las mujeres y los hombres. Los artículos 3 y 4 de la Constitución francesa de 1958 fueron modificados. Se añadió al artículo 3 que la ley "favorise l’égal accès des hommes et des femmes aux mandats électoraux et aux fonctions électives", y se precisó en el artículo 4 que « les partis et groupements politiques contribuent à la mise en ouvre de ce principe ».

## Principales leyes posteriores
- Ley n°2007-128 de 31 de enero de 2007 que desarrolla el acceso igualitario de mujeres y hombres a los mandatos electorales y funciones electivas. Entre otras medidas, extiende la obligación de paridad durante la designación de los gobiernos regionales y municipales (ciudades de más de 3.500 habitantes); aumenta igualmente la retención sobre la primera fracción de la dotación pública a los partidos que no respetan la paridad de las elecciones legislativas (75% de diferencia con la media).
- Ley n°2008-724 de 23 de julio de 2008, de modernización de las instituciones de la V República : hacia la paridad en las responsabilidades profesionales y sociales. El artículo 1.º de la Constitución está completado por un apartado así redactado : « La ley favorece el acceso igualitario de mujeres y hombres a los mandatos electorales y funciones electivas, así como a las responsabilidades profesionales y sociales. »
- Ley n° 2014-873 del 4 de agosto de 2014 para la igualdad real entre mujeres y hombres. La ley prevé el aumento de la retención sobre la primera fracción de la dotación financiera de los partidos políticos en mandatos electorales.